# 永穆公主 (唐肃宗)
永穆公主（?—?），唐朝公主，是中国唐朝第七代皇帝唐肅宗李亨和嫡妻韦氏之女。
她嫁给唐中宗之女定安公主与韦濯的儿子韦会。韦会议论王鉷之事，被王鉷害死。韦会和永穆公主的女儿韦氏成为唐德宗的贤妃，才得以平反韦会。  

## 腳註
1. ↑  定安公主另一个儿子王繇（王同皎之子），是唐玄宗之女永穆公主的丈夫。